# Haux, Gironde
Haux là một xã trong tỉnh Gironde, thuộc vùng Nouvelle-Aquitaine của nước Pháp, có dân số là 732 người (thời điểm 1999). Haux là một nơi trồng nho, thuộc vùng trồng nho Premières Côtes de Bordeaux và Cadillac.